# Geaune
Geaune (gaskonsko Gèuna) je naselje in občina v jugozahodnem francoskem departmaju Landes regije Akvitanije. Leta 2009 je naselje imelo 729 prebivalcev.

## Geografija
Kraj leži v pokrajini Gaskonji 33 km jugovzhodno od Mont-de-Marsana in 46 km severno od Pauja.

## Uprava
Geaune je sedež istoimenskega kantona, v katerega so poleg njegove vključene še občine Arboucave, Bats, Castelnau-Tursan, Clèdes, Lacajunte, Lauret, Mauries, Miramont-Sensacq, Payros-Cazautets, Pécorade, Philondenx, Pimbo, Puyol-Cazalet, Samadet, Sorbets in Urgons s 4.425 prebivalci (v letu 2009).
Kanton Geaune je sestavni del okrožja Mont-de-Marsan.

## Zgodovina
Naselbina je nastala kot srednjeveška bastida v letu 1318 pod Plantageneti in senešalom Antoniom di Pesagnom, imenovana po njegovem rojstnem mestu Genovi (lat. Genua).

## Zanimivosti
- romanska cerkev sv. Janeza Krstnika iz prve polovice 15. stoletja, obnovljena v 19. stoletju,
- stolp tour des Augustins iz začetka 15. stoletja, ostanek nekdanjega samostana.

## Pobratena mesta
- Ablitas (Španija),
- Village-Neuf (Haut-Rhin, Alzacija).